# محوطه جوش جوش بلاغ
محوطه جوش جوش بلاغ مربوط به دوره اشکانیان - دوره ساسانیان است و در شهرستان ماهنشان، بخش مرکزی، دهستان ماهنشان، ۳/۵ کیلومتری غرب روستای آلمالو واقع شده و این اثر در تاریخ ۱۸ اسفند ۱۳۸۷ با شمارهٔ ثبت ۲۵۳۳۰ به‌عنوان یکی از آثار ملی ایران به ثبت رسیده است.